# Castillo de Velilla
Los restos del castillo de Velilla de Ebro se encuentran localizados junto a la ermita de San Nicolás de Bari en la localidad zaragozana de Velilla de Ebro, España.

## Historia
En el siglo XI, durante la dominación musulmana, se construyó sobre un antiguo templo que formaba parte de la Colonia Celsa un castillo que posteriormente fue sustituido por la ermita que actualmente ocupa su lugar.

## En la actualidad
En la actualidad el castillo se encuentra prácticamente desaparecido y sus pocos restos se encuentran formando parte del ábside de la ermita de San Nicolás y confundiéndose con este, donde se puede ver la apertura de una aspillera.